# ГЕС Еуклідіс да Кунья
ГЕС Еуклідіс да Кунья (порт. Usina Hidrelétrica Euclides da Cunha) — гідроелектростанція на сході Бразилії у штаті Сан-Паулу. Знаходячись між ГЕС Каконде (вище по течії) та ГЕС Limoeiro, входить до складу каскаду на річці Пардо, котра є лівою притокою Ріо-Гранде, що в свою чергу впадає зліва у Парану.
У межах проекту річку перекрили земляною греблею висотою 63 метри та довжиною 312 метрів. Вона утримує витягнуте по долині Пардо на 8 км водосховище з площею поверхні 1 км2 та об'ємом 13,3 млн м3 (корисний об'єм 4,7 млн м3), в якому нормальне коливання рівня поверхні відбувається між позначками 659,5 і 665 метрів НРМ.
Зі сховища вода подається до спорудженого під греблею машинного залу, де встановлено чотири турбіни типу Френсіс потужністю по 27,2 МВт, що працюють при напорі 92 метри.
Видача продукції відбувається по ЛЕП, розрахованій на роботу під напругою 138 кВ.
У січні 1977 року під час повені, ймовірність якої оцінювалась в один раз на тисячоліття, гребля зазнала серйозної руйнації. Потік води змив її по всій ширині русла, оголивши споруди розташованого нижче машинного залу. Внаслідок прориву істотних пошкоджень зазнала також розташована нижче гребля Armando Sales de Oliveira, де був затоплений основний зал ГЕС Limoeiro та зруйнована електропідстанція. Під час наступного відновлення водоспускні споруди комплексу Euclides da Cunha були підсилені.